# Боннёй (Кальвадос)
Боннёй (фр. Bonnoeil) — коммуна во Франции, находится в регионе Нижняя Нормандия. Департамент коммуны — Кальвадос. Входит в состав кантона Фалез-Север. Округ коммуны — Кан.
Код INSEE коммуны — 14087.

## Население
Население коммуны на 2010 год составляло 113 человек.
| 1962 | 1968 | 1975 | 1982 | 1990 | 1999 | 2010 |
| ---- | ---- | ---- | ---- | ---- | ---- | ---- |
| 114  | 114  | 109  | 120  | 120  | 106  | 113  |

## Экономика
В 2010 году среди 80 человек трудоспособного возраста (15—64 лет) 56 были экономически активными, 24 — неактивными (показатель активности — 70,0 %, в 1999 году было 69,5 %). Из 56 активных жителей работали 54 человека (30 мужчин и 24 женщины), безработных было 2 (2 мужчин и 0 женщин). Среди 24 неактивных 3 человека были учениками или студентами, 12 — пенсионерами, 9 были неактивными по другим причинам.